# Milos Raonic
Milos Raonic  (Titograd, 27 december 1990) is een professioneel tennisser uit Canada. Raonic verhuisde op driejarige leeftijd van Joegoslavië naar Canada. Hij prefereert spelen op hardcourt en leunt doorgaans op een krachtige opslag.
In 2013 bereikte Raonic in eigen land de finale van het ATP-toernooi van Montréal, maar verloor daarin van de Spanjaard Rafael Nadal. Een jaar later won Raonic in een Canadees onderonsje van landgenoot Vasek Pospisil het ATP-toernooi van Washington 2014, de grootste toernooizege uit zijn loopbaan.
In 2016 bereikte Raonic zowel op het gras van het ATP-toernooi van Londen als op Wimbledon de finale, maar beide keren was de Schot Andy Murray te sterk. 
Raonic bereikte in zijn loopbaan 23 finales, waarvan hij er acht won, alle op hardcourt. Behalve de finale in Montréal gingen ook de drie overige finales op ATP 1000-niveau, alle tegen de Serviër Novak Djokovic, verloren. Raonic won driemaal het ATP-toernooi van San José. Tussen 2012 en 2014 verloor Raonic driemaal op rij de finale van het ATP-toernooi van Tokio.  

## Palmares
| Legenda                       | Legenda               |
| ----------------------------- | --------------------- |
| Grand Slam                    |                       |
| Olympische Spelen             |                       |
| tot 2009                      | vanaf 2009            |
| Tennis Masters Cup            | ATP Finals            |
| ATP Masters Series            | ATP Tour Masters 1000 |
| ATP International Series Gold | ATP Tour 500          |
| ATP International Series      | ATP Tour 250          |

### Enkelspel
| Nr.              | Datum      | Toernooi             | Ondergrond    | Tegenstander in finale | Score         |         |
| ---------------- | ---------- | -------------------- | ------------- | ---------------------- | ------------- | ------- |
| gewonnen finales |            |                      |               |                        |               |         |
| 1.               | 2011-02-13 | ATP San José         | hardcourt (i) | Fernando Verdasco      | 7-6, 7-6      | details |
| 2.               | 2012-01-08 | ATP Chennai          | hardcourt     | Janko Tipsarević       | 6-7, 7-6, 7-6 | details |
| 3.               | 2012-02-19 | ATP San José         | hardcourt (i) | Denis Istomin          | 7-6, 6-2      | details |
| 4.               | 2013-02-17 | ATP San José         | hardcourt (i) | Tommy Haas             | 6-4, 6-3      | details |
| 5.               | 2013-09-23 | ATP Bangkok          | hardcourt (i) | Tomáš Berdych          | 7-6, 6-3      | details |
| 6.               | 2014-07-28 | ATP Washington       | hardcourt (i) | Vasek Pospisil         | 6-1, 6-4      | details |
| 7.               | 2015-09-27 | ATP Sint-Petersburg  | hardcourt (i) | João Sousa             | 6-3, 3-6, 6-3 | details |
| 8.               | 2016-01-10 | ATP Brisbane         | hardcourt     | Roger Federer          | 6-4, 6-4      | details |
| verloren finales |            |                      |               |                        |               |         |
| 01.              | 2011-02-21 | ATP Memphis          | hardcourt (i) | Andy Roddick           | 6-7, 7-6, 5-7 | details |
| 02.              | 2012-02-26 | ATP Memphis          | hardcourt (i) | Jürgen Melzer          | 5-7, 6-7      | details |
| 03.              | 2012-10-01 | ATP Tokio            | hardcourt     | Kei Nishikori          | 6-7, 6-3, 0-6 | details |
| 04.              | 2013-08-05 | ATP Montréal/Toronto | hardcourt     | Rafael Nadal           | 2-6, 2-6      | details |
| 05.              | 2013-09-30 | ATP Tokio            | hardcourt     | Juan Martín del Potro  | 6-7, 5-7      | details |
| 06.              | 2014-10-05 | ATP Tokio            | hardcourt     | Kei Nishikori          | 6-7, 6-4, 4-6 | details |
| 07.              | 2014-11-02 | ATP Parijs           | hardcourt (i) | Novak Đoković          | 2-6, 3-6      | details |
| 08.              | 2015-01-11 | ATP Brisbane         | hardcourt     | Roger Federer          | 4-6, 7-6, 4-6 | details |
| 09.              | 2016-03-20 | ATP Indian Wells     | hardcourt     | Novak Đoković          | 0-6, 2-6      | details |
| 10.              | 2016-06-19 | ATP Londen           | gras          | Andy Murray            | 7-6, 4-6, 3-6 | details |
| 11.              | 2016-07-10 | Wimbledon            | gras          | Andy Murray            | 4-6, 6-7, 6-7 | details |
| 12.              | 2017-02-26 | ATP Delray Beach     | hardcourt     | Jack Sock              | walk-over     | details |
| 13.              | 2017-05-07 | ATP Istanbul         | gravel        | Marin Čilić            | 7-6, 6-3      | details |
| 14.              | 2018-06-17 | ATP Stuttgart        | gras          | Roger Federer          | 4-6, 6-7      | details |
| 15.              | 2020-08-29 | ATP Cincinnati       | hardcourt     | Novak Djokovic         | 6-1, 3-6, 4-6 | details |

### Mannendubbelspel
| Nr.                          | Datum      | Toernooi  | Ondergrond | Partner        | Tegenstanders in finale            | Score            |         |
| ---------------------------- | ---------- | --------- | ---------- | -------------- | ---------------------------------- | ---------------- | ------- |
| verloren finales             |            |           |            |                |                                    |                  |         |
| 1.                           | 2011-06-14 | ATP Halle | gras       | Robin Haase    | Rohan Bopanna Aisam-ul-Haq Qureshi | 6-7, 6-3, [9-11] | details |
| gewonnen finales challengers |            |           |            |                |                                    |                  |         |
| 1.                           | 2008-11-09 | Rimouski  | tapijt (i) | Vasek Pospisil | Kristian Pless Michael Ryderstedt  | 5-7, 6-4, [10-6] |         |

### Landencompetities
| Nr.              | Datum                | Toernooi  | Ondergrond    | Partner                                                         | Tegenstanders in finale                                                                    | Score                  |         |
| ---------------- | -------------------- | --------- | ------------- | --------------------------------------------------------------- | ------------------------------------------------------------------------------------------ | ---------------------- | ------- |
| verloren finales |                      |           |               |                                                                 |                                                                                            |                        |         |
| 1.               | 20-22 september 2019 | Laver Cup | hardcourt (i) | John Isner Nick Kyrgios Jack Sock Denis Shapovalov Taylor Fritz | Rafael Nadal Roger Federer Dominic Thiem Alexander Zverev Stéfanos Tsitsipás Fabio Fognini | 11-13 (12 wedstrijden) | details |

## Resultaten grote toernooien
| Legenda | Legenda                          |
| ------- | -------------------------------- |
| g.t.    | geen toernooi gehouden           |
| l.c.    | lagere categorie                 |
| –       | niet deelgenomen                 |
| G       | uitgeschakeld in de groepsfase   |
| 1R      | uitgeschakeld in de eerste ronde |
| 2R      | uitgeschakeld in de tweede ronde |
| 3R      | uitgeschakeld in de derde ronde  |
| 4R      | uitgeschakeld in de vierde ronde |
| KF      | uitgeschakeld in de kwartfinale  |
| HF      | uitgeschakeld in de halve finale |
| F       | de finale verloren               |
| W       | het toernooi gewonnen            |
| w-v     | winst/verlies-balans             |

### Enkelspel
| toernooi             | 2009 | 2010 | 2011 | 2012 | 2013 | 2014 | 2015 | 2016 | 2017 | 2018 | 2019 | 2020 | 2021 |
| -------------------- | ---- | ---- | ---- | ---- | ---- | ---- | ---- | ---- | ---- | ---- | ---- | ---- | ---- |
| grandslamtoernooien  |      |      |      |      |      |      |      |      |      |      |      |      |      |
| Australian Open      | –    | –    | 4R   | 3R   | 4R   | 3R   | KF   | HF   | KF   | 1R   | KF   | KF   | 4R   |
| Roland Garros        | –    | –    | 1R   | 3R   | 3R   | KF   | –    | 4R   | 4R   | –    | –    | –    |      |
| Wimbledon            | –    | –    | 2R   | 2R   | 2R   | HF   | 3R   | F    | KF   | KF   | 4R   | g.t. |      |
| US Open              | –    | 1R   | –    | 4R   | 4R   | 4R   | 3R   | 2R   | –    | 4R   | –    | 2R   |      |
| ATP Masters 1000     |      |      |      |      |      |      |      |      |      |      |      |      |      |
| Indian Wells         | –    | –    | 3R   | 3R   | 4R   | KF   | HF   | F    | –    | HF   | HF   | g.t. |      |
| Miami                | –    | –    | 2R   | 3R   | 3R   | KF   | 4R   | KF   | 3R   | KF   | 3R   | g.t. | 4R   |
| Monte Carlo          | –    | –    | 3R   | 1R   | 2R   | KF   | KF   | KF   | –    | 3R   | –    | g.t. |      |
| Madrid               | –    | –    | 1R   | 2R   | 2R   | 3R   | KF   | KF   | 3R   | 3R   | –    | g.t. |      |
| Rome                 | –    | –    | 1R   | 1R   | 1R   | HF   | –    | 2R   | KF   | –    | –    | 2R   |      |
| Montreal/Toronto     | 1R   | 1R   | –    | KF   | F    | KF   | 2R   | KF   | 2R   | 2R   | 2R   | g.t. |      |
| Cincinnati           | –    | –    | –    | KF   | 3R   | HF   | 1R   | HF   | –    | KF   | –    | F    |      |
| Shanghai             | –    | –    | 2R   | 2R   | 3R   | 2R   | 3R   | 3R   | –    | 1R   | –    | g.t. |      |
| Parijs               | –    | –    | 1R   | 3R   | 3R   | F    | –    | HF   | –    | 2R   | 2R   | HF   |      |
| olympisch            |      |      |      |      |      |      |      |      |      |      |      |      |      |
| Olympische Spelen    | g.t. | g.t. | g.t. | 2R   | g.t. | g.t. | g.t. | –    | g.t. | g.t. | g.t. | g.t. |      |
| statistieken         |      |      |      |      |      |      |      |      |      |      |      |      |      |
| totaal aantal titels | 0    | 0    | 1    | 2    | 2    | 1    | 1    | 1    | 0    | 0    | 0    | 0    | 0    |
| eindejaarsranking    | 373  | 156  | 31   | 13   | 11   | 8    | 14   | 3    | 24   | 18   | 31   | 14   |      |

### Dubbelspel
| grandslamtoernooien  |      |      |     |      |      |      |     |      |      |      |      |   |
| Australian Open      | –    | –    | –   | –    | –    | –    | –   | –    | –    | –    | –    | – |
| Roland Garros        | –    | –    | –   | –    | –    | –    | –   | –    | –    | –    | –    |   |
| Wimbledon            | –    | –    | –   | –    | –    | –    | –   | –    | –    | –    | g.t. |   |
| US Open              | –    | –    | –   | –    | –    | –    | –   | –    | –    | –    | –    |   |
| ATP Masters 1000     |      |      |     |      |      |      |     |      |      |      |      |   |
| Indian Wells         | –    | 1R   | 1R  | 2R   | 2R   | 1R   | 2R  | –    | –    | 1R   | g.t. |   |
| Miami                | –    | –    | 2R  | –    | –    | –    | –   | –    | –    | –    | g.t. | – |
| Monte Carlo          | –    | 1R   | –   | HF   | 1R   | –    | –   | –    | –    | –    | g.t. |   |
| Madrid               | –    | –    | 1R  | 1R   | 2R   | –    | –   | –    | –    | –    | g.t. |   |
| Rome                 | –    | –    | –   | –    | –    | –    | –   | –    | –    | –    | 2R   |   |
| Montreal/Toronto     | 2R   | –    | 2R  | –    | –    | –    | –   | –    | –    | –    | g.t. |   |
| Cincinnati           | –    | –    | –   | –    | –    | –    | 2R  | –    | –    | –    | 2R   |   |
| Shanghai             | –    | –    | KF  | –    | –    | –    | –   | –    | –    | –    | g.t. |   |
| Parijs               | –    | –    | –   | –    | –    | –    | –   | –    | –    | –    | –    |   |
| olympisch            |      |      |     |      |      |      |     |      |      |      |      |   |
| Olympische Spelen    | g.t. | g.t. | –   | g.t. | g.t. | g.t. | –   | g.t. | g.t. | g.t. | g.t. |   |
| statistieken         |      |      |     |      |      |      |     |      |      |      |      |   |
| totaal aantal titels | 0    | 0    | 0   | 0    | 0    | 0    | 0   | 0    | 0    | 0    | 0    | 0 |
| eindejaarsranking    | 349  | 369  | 201 | 131  | 575  | 858  | 579 | —    | —    | 447  | 377  |   |